# Kostel svatého Martina (Rtyně)
Kostel svatého Martina ve Rtyni je barokní sakrální stavbou architektonicky dominující obci Rtyně nad Bílinou. Kostel je orientovaný k severu.

## Historie
První zmínka o kostele pochází z roku 1381, který byl v roce 1383 doložen jako farní kostel. Ten byl v roce 1662 přestavěn. Současný objekt je barokní stavbou z let 1734–1737, kterou realizoval, podle projektu architekta Hieronyma Costy, zednický mistr teplického panství Clary-Aldringenů Christian Lagler. Stavba byla dokončena na podzim roku 1736. Generální oprava střechy, vnějších a vnitřních omítek proběhla mezi lety 1974 až 1981. V letech 2001–2007 byla instalována nová věžní báň a od roku 2019 se kompletně rekonstruuje celá střecha.

## Architektura
Kostel je jednolodní, obdélný, s odsazeným pravoúhle zakončeným presbytářem. Po bocích presbytáře jsou sakristie a oratoř. Vnějšek kostela je členěn lizénovými rámy a segmentovými okny. Průčelí je s mělkým rizalitem, po jehož stranách jsou prázdné niky. Z rozeklaného trojúhelníkového štítu nad rizalitem vystupuje hranolová věž s nárožními lizénami a polokruhovými okny. Věž je zastřešená cibulově.
Presbytář je sklenut plackou, zatímco loď kostela má valenou klenbu s lunetami. Kostel je vyzdoben freskami.

## Zařízení
Mobiliář je barokní a rokokový. Do roku 1995 se zde nacházela pozdně gotická polychromovaná Madona s Jezulátkem z období kolem roku 1500. Nyní je deponována na biskupství v Litoměřicích. Kazatelna je rokoková a pochází od A. Eckerta z roku 1746. Rozměrné dvoumanuálové varhany s dvaceti rejstříky jsou od S. Mühlera z roku 1883.

## Zvony
Průčelní západní věž je bez zvonů, protože původní byly zrekvírovány v období I. světové války. V roce 1930 byly (z iniciativy tehdejšího bořislavského faráře Franze Sitteho) u Richarda Herolda z Chomutova pořízeny zvony nové, které však byly opět zabrány v roce 1942. Pouze v sanktusníku se nachází zvon z roku 1844 od Františka Golda. Ze zrekvírovaných je znám zvon z roku 1505 od Jana Konváře.

## Okolí kostela
Kolem kostela býval původní hřbitov s kamennou ohradní zdí a s výklenkovými kaplemi v nárožích. Tyto kaple se štítovými nástavci se dochovaly se pouze tři. Čtvrtá, jihovýchodní kaple, zanikla při stavbě nové silnice v šedesátých letech 20. století.